# پوجانا ماجیوره
پوجانا ماجیوره (به ایتالیایی: Pojana Maggiore) یک کومونه در ایتالیا است که در استان ویچنزا واقع شده‌است. پوجانا ماجیوره ۲۸ کیلومتر مربع مساحت و ۴٬۴۸۱ نفر جمعیت دارد.

## خواهرخوانده
شهر روانا خواهرخواندهٔ پوجانا ماجیوره هست.